# Giuseppe Della Noce
Giuseppe Della Noce (Pavia, 4 novembre 1846 – Firenze, 18 agosto 1935) è stato un generale italiano.

## Biografia
Figlio di Giovanni Battista e di Rachele Lunghi, crebbe a Pavia dove era nato ed intraprese i primi studi, frequentando poi il Collegio militare San Luca di Milano a partire dal 1860.
Distintosi largamente nella Campagna d'Africa, venne fatto rientrare in patria nel 1892 col grado di colonnello e sei anni dopo ottenne la promozione a maggiore generale. Tenente generale nel 1904, nel 1909 venne nominato comandante di un corpo d'armata e nel 1913 venne nominato senatore da re Vittorio Emanuele III, presentato alla camera dal generale Fiorenzo Bava Beccaris.
Prese parte alla prima guerra mondiale per tre anni di campagna, ricoprendo l'incarico di comandante del comando supremi militare di Udine, per poi essere congedato.
Morì nel 1935 a Firenze dove aveva stabilito la propria residenza. Negli anni aveva coltivato una certa amicizia con un suo vicino di casa, il poeta polacco Teofil Lenartowicz.